# Camponotus culmicola
Camponotus culmicola é uma espécie de inseto do gênero Camponotus, pertencente à família Formicidae.